# Moussa Kadam
Moussa Kadam est un homme politique tchadien. Il est premier vice-président à l'Assemblée nationale, puis ministre de l'Éducation nationale et de la promotion civique d'octobre 2022 à décembre 2023.
Mousssa Kadam est un des cadres du Mouvement patriotique du salut (MPS), parti au pouvoir depuis 1990.
En juillet 2013, il est élu premier vice-président de l'Assemblée nationale après le décès d'Idriss Ndélé Moussa Yayami. Moussa Kadam passe plus de 10 ans à ce poste jusqu'à l'avènement de la transition politique et la dissolution de l'Assemblée par les militaires.
En octobre 2021, il est nommé secrétaire general du gouvernement par le président de la transition Mahamat Idriss Deby Itno. Puis en octobre 2022, Moussa Kadam est nommé ministre de l'Éducation nationale et de la Promotion civique dans le gouvernement Kebzabo.